# Stichting PaRDeS
De Stichting PaRDeS (voorheen: B. Folkertsma Stichting voor Talmudica) coördineert sinds 1973 een leerhuis voor de Joodse Gemeenschap in Nederland, opgericht door rabbijn prof. dr. Yehuda Aschkenasy (1924-2011) en Eli Whitlau. Deze stichting bestaat uit activiteiten online (sinds 2020) alsook lezingen en cursussen. Ook brengt de stichting sinds 1987 het tijdschrift Tenachon uit. In 2012 wijzigde de naam.
PaRDeS is een landelijke organisatie met een hoofdkantoor in Amsterdam. Voorzitter is Bas van den Berg.